# Joel Asoro
Joel Joshoghene Asoro (sinh ngày 27 tháng 4 năm 1999) là một cầu thủ bóng đá chuyên nghiệp người Thụy Điển hiện tại đang thi đấu ở vị trí tiền đạo cánh cho câu lạc bộ Metz tại Ligue 2 và Đội tuyển bóng đá quốc gia Thụy Điển.

## Sự nghiệp thi đấu

### Đầu sự nghiệp
Asoro bắt đầu sự nghiệp tại câu lạc bộ IFK Haninge ở ngoại ô phía nam Stockholm. Khi lên 11 tuổi, anh chuyển đến IF Brommapojkarna, nơi nổi tiếng khắp Thụy Điển với học viện đào tạo trẻ đã đào tạo ra những cầu thủ ưu tú như John Guidetti, Albin Ekdal, Simon Tibbling, Dejan Kulusevski và Ludwig Augustinsson. Asoro đã lọt vào tầm ngắm của các "ông lớn" ở châu Âu như Manchester City, Manchester United, Chelsea và Juventus.

### Sunderland
Asoro ký hợp đồng với câu lạc bộ Sunderland vào năm 2015. Vào ngày 21 tháng 8 năm 2016, một năm sau khi gia nhập câu lạc bộ, Asoro có trận ra mắt chuyên nghiệp ở Giải bóng đá Ngoại hạng Anh trước Middlesbrough, khi vào sân thay người ở phút thứ 81 cho Duncan Watmore; anh đã trở thành cầu thủ Premier League trẻ nhất của Sunderland, đồng thời là cầu thủ Thụy Điển trẻ nhất góp mặt. Vào ngày 24 tháng 8 năm 2016, Asoro có trận đầu tiên ở Sunderland dưới sự dẫn dắt của huấn luyện viên David Moyes trong chiến thắng 1–0 trước Shrewsbury Town ở vòng 2 Cúp EFL. Asoro sau đó xuất phát ngay từ đầu trong chiến thắng ở vòng 3 Cúp EFL trước Queens Park Rangers và được thay ra cho Josh Maja. Vào ngày 18 tháng 1 năm 2017, Asoro vào sân từ băng ghế dự bị để góp mặt trong trận thua 2–0 ở trận đá lại vòng 4 Cúp FA trước Burnley. Asoro ghi bàn thắng đầu tiên cho Sunderland trong chiến thắng 1-0 trước Hull City vào ngày 20 tháng 1 năm 2018.

### Swansea City
Asoro gia nhập câu lạc bộ Swansea City the bản hợp đồng 4 năm với mức phí chuyển nhượng 2 triệu bảng vào tháng 7 năm 2018.

#### Cho mượn tại FC Groningen
Vào ngày 15 tháng 8 năm 2019, Asoro đã đồng ý để chuyển đến FC Groningen theo dạng cho mượn tại mùa giải 2019–20. Anh đã có 17 lần ra sân và ghi 3 bàn thắng cho đội bóng trước khi mùa giải bóng đá ở Hà Lan bị hủy vào tháng 3.

#### Cho mượn tại Genoa
Vào ngày 16 tháng 9 năm 2020, Asoro gia nhập câu lạc bộ Genoa theo dạng cho mượn một mùa giải.

### Djurgårdens IF
Vào ngày 8 tháng 2 năm 2021, Asoro ký hợp đồng với câu lạc bộ Djurgårdens IF tại Allsvenskan, giữ anh ở lại câu lạc bộ cho đến ngày 31 tháng 12 năm 2024.

### Metz
Vào ngày 25 tháng 8 năm 2023, Asoro gia nhập câu lạc bộ Metz tại Ligue 1 bằng bản hợp đồng kéo dài 4 năm, có thời hạn tới tháng 6 năm 2027.

## Sự nghiệp quốc tế
Vào ngày 5 tháng 9 năm 2016, Asoro ra mắt cho U-21 Thụy Điển, khi xuất phát ngay từ đầu trong trận đấu với Tây Ban Nha với tỷ số hòa 1-1. Anh có trận ra mắt quốc tế cho Thụy Điển vào ngày 9 tháng 1 năm 2023, thay thế cho Christoffer Nyman ở phút thứ 82 trong chiến thắng 2–0 trước Phần Lan, trong đó anh cũng đóng góp bàn thắng quốc tế đầu tiên.

## Đời tư
Bố mẹ của Asoro đến từ Nigeria. Chị gái Abigail Glomazic là một cầu thủ bóng rổ chuyên nghiệp đã từng chơi với những câu lạc bộ như CCC Polkowice hay Sleza Wroclaw ở Ba Lan.

## Thống kê sự nghiệp

### Câu lạc bộ
Tính đến 6 tháng 1 năm 2021.
| Câu lạc bộ          | Mùa giải            | Giải đấu                    | Giải đấu | Giải đấu | Cúp quốc gia | Cúp quốc gia | League Cup | League Cup | Châu lục | Châu lục | Tổng cộng | Tổng cộng |
| Câu lạc bộ          | Mùa giải            | Hạng đấu                    | Trận     | Bàn      | Trận         | Bàn          | Trận       | Bàn        | Trận     | Bàn      | Trận      | Bàn       |
| ------------------- | ------------------- | --------------------------- | -------- | -------- | ------------ | ------------ | ---------- | ---------- | -------- | -------- | --------- | --------- |
| Sunderland          | 2016–17             | Giải bóng đá Ngoại hạng Anh | 1        | 0        | 1            | 0            | 2          | 0          | —        | —        | 4         | 0         |
| Sunderland          | 2017–18             | EFL Championship            | 26       | 3        | 1            | 0            | 2          | 0          | —        | —        | 29        | 3         |
| Sunderland          | Tổng cộng           | Tổng cộng                   | 27       | 3        | 2            | 0            | 4          | 0          | 0        | 0        | 33        | 3         |
| Swansea City        | 2018–19             | EFL Championship            | 14       | 0        | 2            | 0            | 1          | 0          | —        | —        | 17        | 0         |
| Swansea City        | 2020–21             | EFL Championship            | 0        | 0        | 0            | 0            | 1          | 0          | —        | —        | 1         | 0         |
| Swansea City        | Tổng cộng           | Tổng cộng                   | 14       | 0        | 2            | 0            | 2          | 0          | 0        | 0        | 18        | 0         |
| Groningen           | 2019–20             | Eredivisie                  | 15       | 3        | 2            | 0            | —          | —          | —        | —        | 17        | 3         |
| Genoa               | 2020–21             | Serie A                     | 0        | 0        | 0            | 0            | —          | —          | —        | —        | 0         | 0         |
| Djurgården          | 2021                | Allsvenskan                 | 26       | 3        | 2            | 0            | 0          | 0          | —        | —        | 26        | 3         |
| Tổng cộng sự nghiệp | Tổng cộng sự nghiệp | Tổng cộng sự nghiệp         | 82       | 9        | 8            | 0            | 6          | 0          | 0        | 0\|0     | 94        | 9         |

### Quốc tế
| Đội tuyển quốc gia | Năm       | Trận | Bàn |
| ------------------ | --------- | ---- | --- |
| Thụy Điển          | 2023      | 2    | 1   |
| Tổng cộng          | Tổng cộng | 2    | 1   |

## Bàn thắng quốc tế
Tỷ số và kết quả liệt kê bàn thắng đầu tiên của Thụy Điển, cột điểm cho biết điểm số sau mỗi bàn thắng của Asoro.
| # | Thời gian          | Địa điểm                                     | Đối thủ  | Ghi bàn | Kết quả | Giải đấu | Tham khảo |
| - | ------------------ | -------------------------------------------- | -------- | ------- | ------- | -------- | --------- |
| 1 | 9 tháng 1 năm 2023 | Sân vận động Algarve, Faro/Loulé, Bồ Đào Nha | Phần Lan | 1–0     | 2–0     | Giao hữu | [ 17 ]    |